# Cumbitara
Cumbitara – miasto w Kolumbii, w departamencie Nariño.